# شهادة مبيعات الموسيقى المسجلة

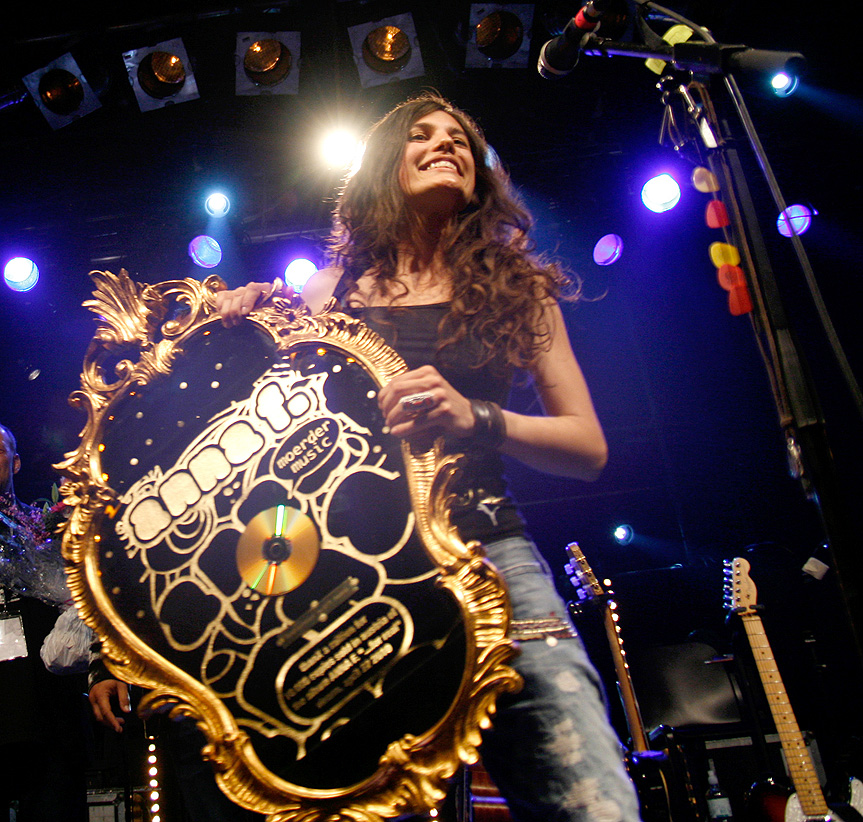
المغنية آنا إف تفوز بشهادة مبيعات الموسيقى المسجلة فئة جائزة القرص الذهبي عن ألبوم for real

شهادة مبيعات الموسيقى المسجلة هي جائزة تمنح لفنان لتسليط الضوء على ألبوم موسيقي أو أغنية منفردة حققت عددا معينا من مبيعات النسخ. وتنقسم الشهادات حسب نسب المبيعات بين شهادة الفضة والذهب والبلاتين والماس وحسب المواقع ووسائل البيع المختلفة مثل المتاجر الإلكترونية القانونية لتنزيل الموسيقى أو الأقراص الموسيقية. ويتوفر كل بلد على نظام لشهادة المبيعات الموسيقى المسجلة مع تسميات وتحديدات وشروط محددة.
ويتوقف عدد المبيعات للحصول على هذه الجوائز حسب النوع (ألبوم أو أغنية منفردة، أو موسيقى مصورة) و حسب السكان والإقليم الذي يتم فيه إصدار التسجيل. وعادة ما يتم منحها للإصدارات الدولية فقط وبشكل فردي لكل بلد يباع فيه الألبوم.

## أنواع الشهادات
- الأسطوانة الفضية
- الأسطوانة الذهبية
- الأسطوانة البلاتينية
- الأسطوانة الماسية

## روابط خارجية
- شهادة مبيعات الموسيقى المسجلة على موقع ميوزك برينز (الإنجليزية)
- شهادة مبيعات الموسيقى المسجلة على موقع ميوزك برينز (الإنجليزية)
- شهادة مبيعات الموسيقى المسجلة على موقع ميوزك برينز (الإنجليزية)
- شهادة مبيعات الموسيقى المسجلة على موقع ميوزك برينز (الإنجليزية)
- شهادة مبيعات الموسيقى المسجلة على موقع ميوزك برينز (الإنجليزية)
- شهادة مبيعات الموسيقى المسجلة على موقع ميوزك برينز (الإنجليزية)
- شهادة مبيعات الموسيقى المسجلة على موقع ميوزك برينز (الإنجليزية)
- شهادة مبيعات الموسيقى المسجلة على موقع ميوزك برينز (الإنجليزية)
- شهادة مبيعات الموسيقى المسجلة على موقع ميوزك برينز (الإنجليزية)
- شهادة مبيعات الموسيقى المسجلة على موقع ميوزك برينز (الإنجليزية)
- شهادة مبيعات الموسيقى المسجلة على موقع ميوزك برينز (الإنجليزية)